# Ludwigia tepicana
Ludwigia tepicana är en dunörtsväxtart som beskrevs av Marcus Eugene Jones. Ludwigia tepicana ingår i släktet ludwigior, och familjen dunörtsväxter. Inga underarter finns listade i Catalogue of Life.